# Young Buckethead Vol. 2
Young Buckethead Vol. 2 är en DVD-film gjord av Buckethead, som släpptes år 2006 på Jas Obrecht skivbolag Avabella.

## Innehåller
- Deli Creeps Vid I-Beamen - 9/1/90
- Deli Creeps bakom scenen - 9/1/90
- Deli Creeps vid kennel klubben - 4/3/91
- Buckethead i parken - 12/29/90

## Lista över medverkande
- Buckethead
- Maximum Bob
- Pinchface
- Saucy Patches
- Tony Black